# 埃文·奥汉隆
埃文·奥汉隆（英語：Evan O'Hanlon，1988年5月4日—），澳大利亚男子田径运动员。他曾代表澳大利亚参加2008年、2012年、2016年和2020年夏季残疾人奥林匹克运动会田径比赛，获得五枚金牌、一枚银牌和一枚铜牌。